# Храм Линьфакун

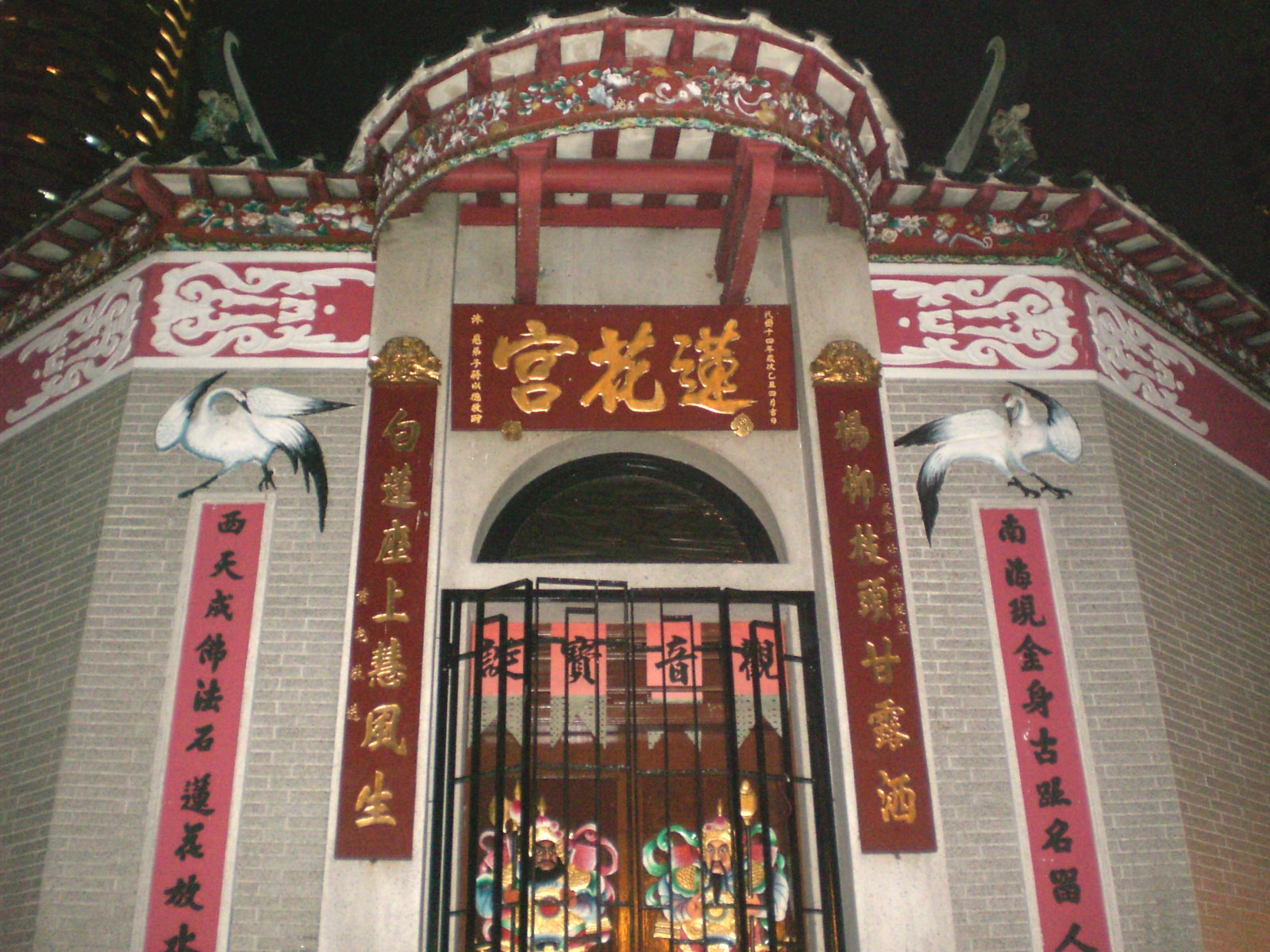
Храм Линьфакун

Храм Линьфакун (кит. упр. 莲花宫, пиньинь Liánhuāgōng, палл. Ляньхуагун, ютпхин: Lin4faa1gung1, Lin Fa Kung или Lin Fa Temple) — даосский храм, расположенный в Гонконге, в районе Козуэй-Бей (рядом с районом Тайхан). В переводе с китайского название храма означает «дворец лотоса». Посвящён Гуаньинь — богине милосердия, сострадания и сочувствия. Также в храме имеются статуи и алтари, посвящённые божествам времени, богатства и буддийскому покровителю святилища. Имея небольшой размер, храм Линьфакун уникален в архитектурном плане: его передняя часть стоит на платформе, которую поддерживают каменные столбы, а задняя опирается на большой камень, часть которого можно увидеть внутри храма. Потолок и верхняя часть внутренних стен храма украшены фресками с изображением огненного дракона, феникса и лотосов, внутри всегда много ламп в виде лотоса.
Изначально храм был построен в 1846 году почитателями богини Гуаньинь, которую, согласно легенде, видели у соседней скалы Лотоса. Так как богиня изучала даосизм на цветках лотоса, то и храм по традиции назвали «Дворцом цветка лотоса» (также храмы Гуаньинь известны как «Дворец воды и луны»). В 1863 году храм был перестроен и приобрёл свой нынешний вид. В 1986 году благодаря Китайскому храмовому комитету в Линьфакуне была проведена масштабная реконструкция. Является историческим памятником I категории. Ежегодно во время праздника середины осени в храме начинается церемония грандиозного танца огненного дракона. Кроме того, четыре раза в году в храме Линьфакун отмечаются праздники, посвящённые Гуаньинь (день её рождения, день обращения в монашество, день канонизации как богини).